# Dreamkix
Dreamkix (no Brasil, Futebol Animal), é uma série de animação em CGI produzida pela Designstorm Animation Studio na Coreia do Sul.
No Brasil e na América Latina, a série foi exibida pelo Cartoon Network, estreando na primeira quinzena de outubro de 2010 e exibida até 2012 ou 2013.

## Introdução
- Título: Dreamkix
- Gênero: Animação de ação baseada em quadrinhos de esportes
- Formato: Full HD Animação CG para TV
- Duração: 22min. × 26 episódios
- Público: Idades entre 6 e 15 anos, Família

## História
Dreamkix é a história de uma equipe de futebol que faz o seu melhor para se juntar ao maior evento esportivo de todo o futebol internacional, a "Dream League", onde se encontra as equipes mais poderosas do planeta. Roy (um dos personagens principais), constrói uma equipe que é composta de atletas desafiando personagens. No entanto, uma vez que estes companheiros vêm juntos para superar suas diferenças, eles descobrem a sua própria força e se tornam heróis no campo e nas suas vidas diárias.

## Prêmios
- Prêmio "Excellent Technology" para o Plano de Promoção SICAF pelo Centro de Animação de Seul
- Selecionado como um dos seis finalistas do 5° Desafio Anual de Licenciamento da Licença
- Selecionado como Projeto Global de Animação KOCCA (Agência de Conteúdos e Cultura da Coréia)